# Geranium robertianum
Il geranio di san Roberto (nome scientifico Geranium robertianum (L., 1753)) è una pianta erbacea annuale appartenente alla famiglia delle Geraniaceae, originaria di Eurasia e Nordafrica.

## Tassonomia
La famiglia di appartenenza del  geranio di san Roberto (Geraniaceae) è un gruppo vegetale di medie proporzioni organizzato in 12 generi per un totale di circa 700 specie.
Il genere di appartenenza (Geranium) è abbastanza numeroso e comprende circa 420 specie, diffuse soprattutto nelle regioni temperate di tutto il mondo. Una trentina di queste specie sono proprie della flora italiana.
Queste sono raggruppate dal botanico toscano Adriano Fiori (1865 – 1950) in sei sezioni; la specie di questa scheda appartiene alla sezione Robertium (specie caratterizzate dall'avere dei fusti sub-legnosi). In altri testi questa pianta viene assegnata alla sezione delle Ruberta .

### Variabilità
Nell'elenco che segue sono indicate alcune varietà e sottospecie (l'elenco può non essere completo e alcuni nominativi sono considerati da altri autori dei sinonimi della specie principale o anche di altre specie):
- Geranium robertianum L. fo. albiflorum House (1923)
- Geranium robertianum L. fo. adenophorum R. Keller Ap. Gams in Hegi
- Geranium robertianum L. fo. albidum Wiesb. Ap. Murr
- Geranium robertianum L. fo. dasycarpum Woronow in Kusn. , N. Busch and Fomin
- Geranium robertianum L. fo. euodoratum Borza
- Geranium robertianum L. fo. glabrum R. Knuth in Engl.
- Geranium robertianum L. fo. gracile Stäge Ap. Gams in Hegi
- Geranium robertianum L. fo. inciso-rubrum Stäge Ap. Gams in Hegi
- Geranium robertianum L. fo. leucantha Lange
- Geranium robertianum L. fo. macropetalum (Briq. Ex R. Knuth) Gams in Hegi
- Geranium robertianum L. fo. multicaule Hornem. in Rouy and Foucaud
- Geranium robertianum L. fo. robertianum
- Geranium robertianum L. proles purpureum (Vill.) Rouy (1897)
- Geranium robertianum L. subsp. celticum Ostenf. (1920)
- Geranium robertianum L. subsp. eurobertianum Briq. (1912)
- Geranium robertianum L. subsp. maritimum (Bab.) H.G. Baker (1956)
- Geranium robertianum L. subsp. purpureum (Vill.) Nyman (1878)
- Geranium robertianum L. subsp. robertianum
- Geranium robertianum L. subsp. subglabrum Grognot
- Geranium robertianum L. subsp. umbraticum C. G. Westerl.
- Geranium robertianum L. var. albiflorum G.Don
- Geranium robertianum L. var. albo Gaudin
- Geranium robertianum L. var. album Cariot & St-Lager (1889)
- Geranium robertianum L. var. alpinum Gaudin
- Geranium robertianum L. var. atropurpureum Hagenb.
- Geranium robertianum L. var. bernettii A. F. Schwarz Ap. Gams in Hegi
- Geranium robertianum L. var. celticum (Ostenf.) Wilmott
- Geranium robertianum L. var. crassicaule (Rouy) Graebn. in Asch. and Graebn
- Geranium robertianum L. var. eriophorum (H. Lév.) H. Lév. (1914)
- Geranium robertianum L. var. forsteri Wilmott
- Geranium robertianum L. var. genuinum Gren. & Godr.
- Geranium robertianum L. var. glabrinux Petrova & Kožuharov (1979)
- Geranium robertianum L. var. grandiflorum Strobl
- Geranium robertianum L. var. graniticarum (Martrin-Donos) Graebn. in Asch. and Graebn.
- Geranium robertianum L. var. incisum A.St.-Hil. (1825)
- Geranium robertianum L. var. inodorum (Pursh Ex Dc.) Graebn. in Asch. and Graebn.
- Geranium robertianum L. var. insigne Lojac.
- Geranium robertianum L. var. intermedium Wilmott
- Geranium robertianum L. var. laciniatum Beckh. Ex F. Wilms and Beckh.
- Geranium robertianum L. var. latisectum Schur
- Geranium robertianum L. var. leucanthon Dumort.
- Geranium robertianum L. var. leucanthum (Dumort. Ex Rchb.) Graebn. in Asch. and Graebn.
- Geranium robertianum L. var. littorale Rouy in Rouy and Foucaud
- Geranium robertianum L. var. lucidum Weston
- Geranium robertianum L. var. macropetalum Briq. Ex R. Knuth in Engl.
- Geranium robertianum L. var. maritimum Bab. (1851)
- Geranium robertianum L. var. minutiflorum (Jordan) Cariot & St-Lager (1889)
- Geranium robertianum L. var. modestum (Jordan) Cariot & St-Lager (1889)
- Geranium robertianum L. var. mosquense (Goldb.) Dc.
- Geranium robertianum L. var. purpureum (Vill.) DC. in Lam. & DC. (1805)
- Geranium robertianum L. var. rubens Weston
- Geranium robertianum L. var. rubricaule (Hornem.) Graebn. in Asch. and Graebn.
- Geranium robertianum L. var. rubrum Lej.
- Geranium robertianum L. var. tenuisectum Schur
- Geranium robertianum L. var. terebinthinaceum Schur
- Geranium robertianum L. var. trilobatum H. Takeda
- Geranium robertianum L. var. typicum Beck
- Geranium robertianum L. var. umbraticum (G. C. Westerl.) Graebn. in Asch. and Graebn.
- Geranium robertianum L. var. villosulum Murr

### Sinonimi
La specie di questa scheda ha avuto nel tempo diverse nomenclature. L'elenco che segue indica alcuni tra i sinonimi più frequenti:
- Althaea officinalis L., (1753)
- Geranium briceanum Sweet
- Geranium eriophorum H.Léveillé (1904)
- Geranium foetidum Moench (1794)
- Geranium graveolens Stokes (1812)
- Geranium inodorum (Pursh Ex Dc.) G. Don
- Geranium lindleyanum Royle
- Geranium littorale (Rouy) A. W. Hill
- Geranium lebelii Boreau (1840) (sinonimo della subsp. purpureum)
- Geranium mediterraneum Jordan (1852) (sinonimo della subsp. purpureum)
- Geranium minutiflorum Jordan (1852) (sinonimo della subsp. purpureum)
- Geranium modestum Jordan (1849) (sinonimo della subsp. purpureum)
- Geranium mosquense Goldb.
- Geranium neapolitanum A. Terraccino
- Geranium palmatisectum Dulac (1867)
- Geranium purpureum Vill. in Gilib. (1786) (sinonimo della subsp. purpureum)
- Geranium purpureum Vill. subsp. forsteri (Wilmott) H.G. Baker (1956) (sinonimo della subsp. purpureum)
- Geranium purpureum Vill. var. eriosepalum (Hausskn.) Graebn. in Asch. and Graebn. (sinonimo della subsp. purpureum)
- Geranium purpureum Vill. var. intricatum Gren. Ap. R. Knuth in Engl. (sinonimo della subsp. purpureum)
- Geranium purpureum Vill. var. leiosepalum Hausskn. (sinonimo della subsp. purpureum)
- Geranium purpureum Vill. var. liosepalum (Hausskn.) Graebn. in Asch. and Graebn. (sinonimo della subsp. purpureum)
- Geranium purpureum Vill. var. littorale (Rouy) Graebn. in Asch. and Graebn. (sinonimo della subsp. purpureum)
- Geranium rubellum Moench
- Geranium rupertianum Beckhaus (1893)
- Geranium scopulicola Jordan ex Nyman (1878) (sinonimo della subsp. purpureum)
- Geranium semiglabrum Jordan ex Boreau (1857) (sinonimo della subsp. purpureum)
- Geranium villarsianum Jordan (1849)  (sinonimo della subsp. purpureum)
- Robertianum nostrum Goldb.
- Robertiella robertianum (L.) Hanks in Underw. and Britton (Eds.)
- Robertium minutiflorum (Jord.) Fourr.
- Robertium vulgare Picard

## Etimologia
L'etimologia del nome generico (Geranium) si riferisce alla parola greca ”ghéranos” che significa “gru”. Questa associazione probabilmente è nata molto anticamente ed è dovuta alla particolare forma  (a becco) dell'ovario e del frutto delle piante di questo genere. In effetti già Plinio (Como, 23 – Stabia) conosceva questo nome se lo cita nel suo “Libro XXVI”, anche se è opportuno precisare che il Geranio citato dallo scrittore latino era probabilmente un Erodium, in quanto il “geranio” (Pelargonium) come lo conosciamo noi oggi venne importato dall'Africa nel XVII secolo.

L'epiteto specifico robertianum è stato dato in ricordo di San Roberto.

Per i nomi comuni le etimologie sono tante quanti sono i nomi. Ad esempio in autunno il fusto e le foglie di questa pianta assumono un colore rosso-fiamma e questo potrebbe spiegare il nome derivato da ruber  (= rosso) e quindi Cicuta rossa; se stropicciata, emette un cattivo odore di cimice, da qui il nome di Erba cimicina.

Il binomio scientifico attualmente accettato (Geranium phaeum) è stato proposto da Carl von Linné (Rashult, 23 maggio 1707 –Uppsala, 10 gennaio 1778), biologo e scrittore svedese, considerato il padre della moderna classificazione scientifica degli organismi viventi, nella pubblicazione Species Plantarum del 1753. 
 
In lingua tedesca questa pianta si chiama Stinkender Storchschnabel; in francese si chiama Géranium herbe à Robert; in inglese si chiama: Herb-Robert.

## Morfologia della sottospecie principale

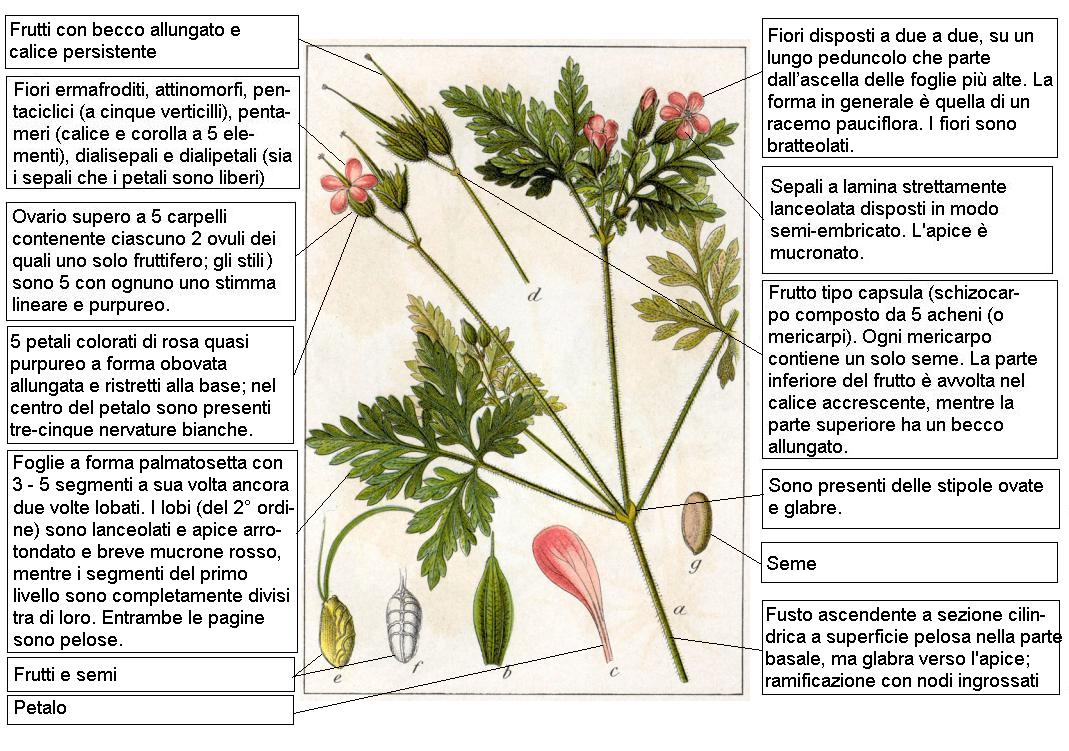
Descrizione delle parti della pianta

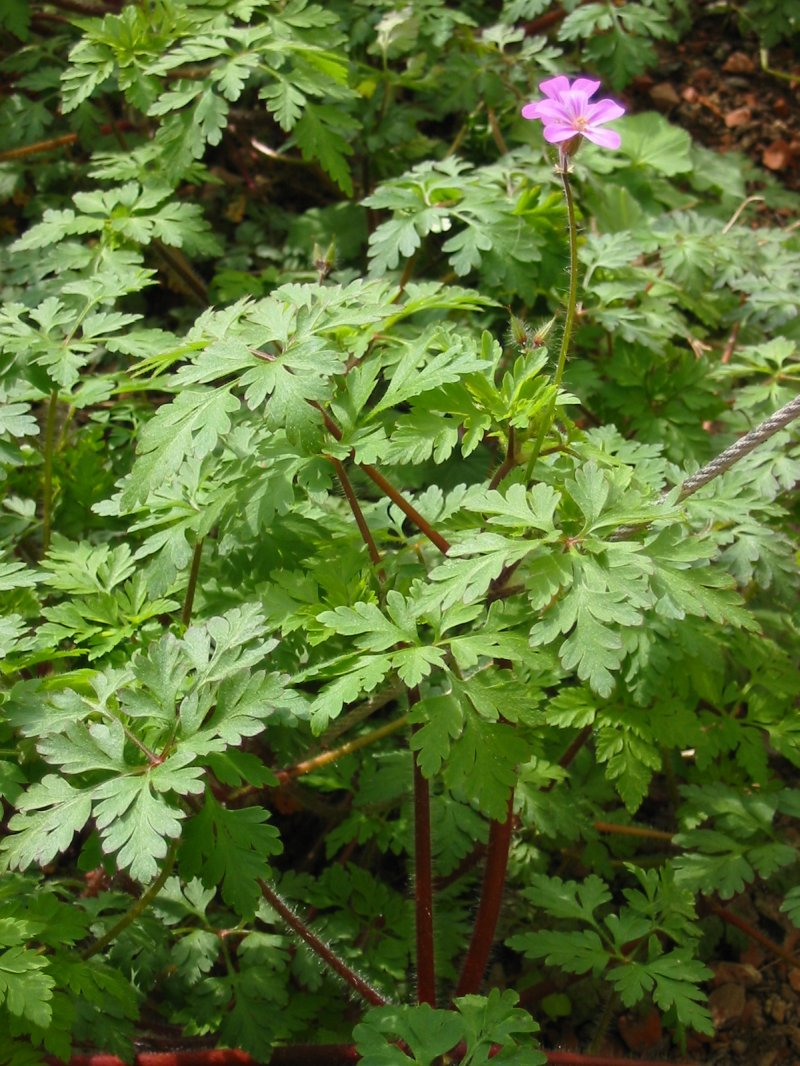
Il portamento

La descrizione contenuta in questo paragrafo si riferisce alla sottospecie più comune: subsp. robertianum.
È una piccola pianta senza rizomi a portamento prostrato e a ciclo biologico annuo. L'altezza media va da 2 a 5 dm. La forma biologica del “Geranio di S.Roberto” è terofita scaposa (T scap), ossia sono piante erbacee che differiscono dalle altre forme biologiche poiché, essendo annuali, superano la stagione avversa sotto forma di seme; sono inoltre munite di asse fiorale più o meno eretto e spesso con poche foglie. A volte questa specie è considerata anche emicriptofita bienne (H bienn) a causa del particolare ciclo biologico che può essere anche biennale. Tutta la pianta e densamente pelosa con peli patenti lunghi fino a 2 mm.

### Radici
Radice fittonante (breve e rossiccia).

### Fusto
Il fusto è prostrato ma anche ascendente; la sezione è cilindrica e il colore è arrossato; la superficie è pelosa nella parte basale, ma glabra verso l'apice; è ramificato con evidenti nodi (i nodi non sono radicanti).

### Foglie

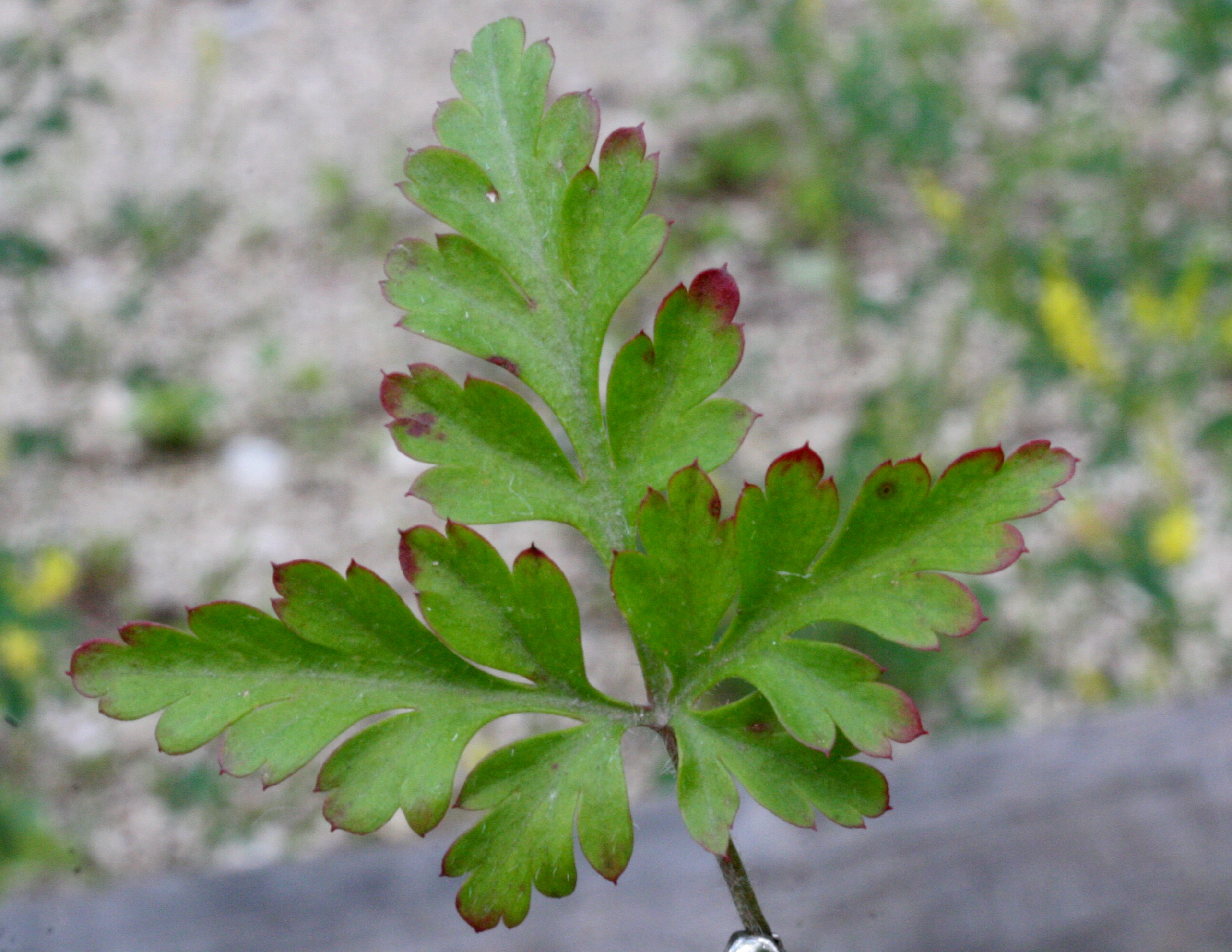
Foglia Località : Cortina (BL), 1400 m s.l.m. - 30/07/2008
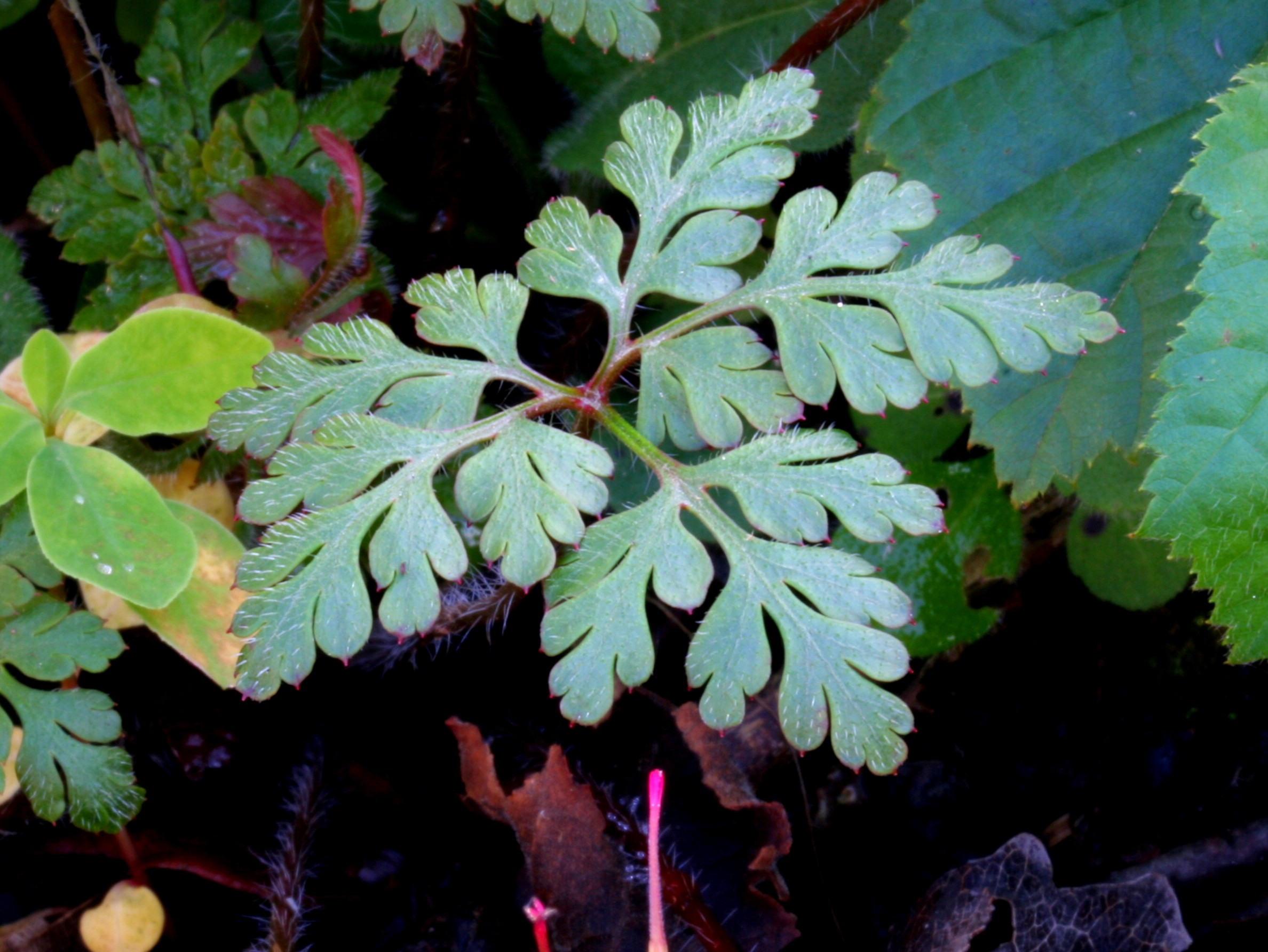
Foglia Località : Col di Navasa, Limana (BL), 500 m s.l.m. - 07/10/2007
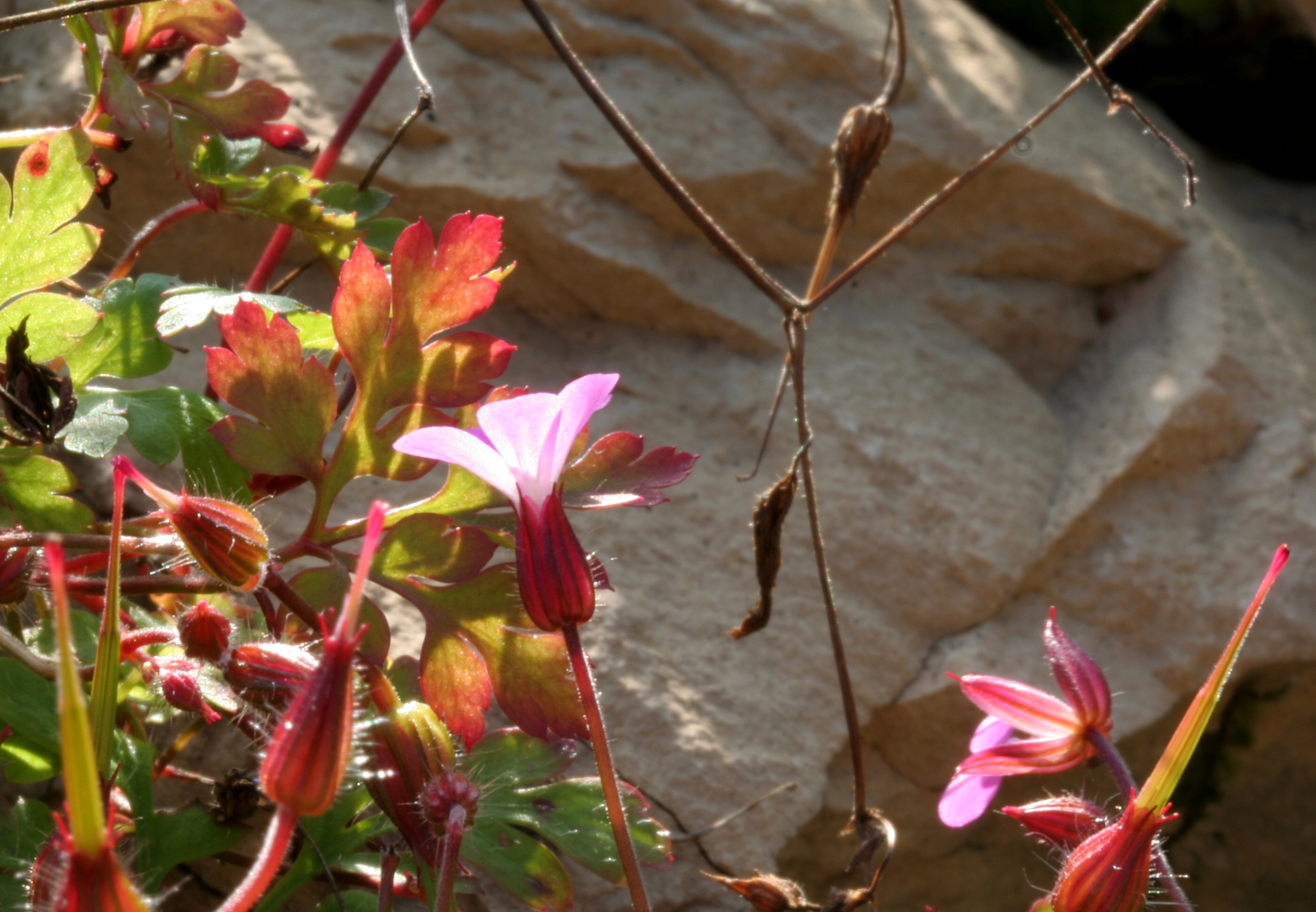
Foglie fine stagione Località : Noal, Trichiana (BL), 514 m s.l.m. - 11/10/2007
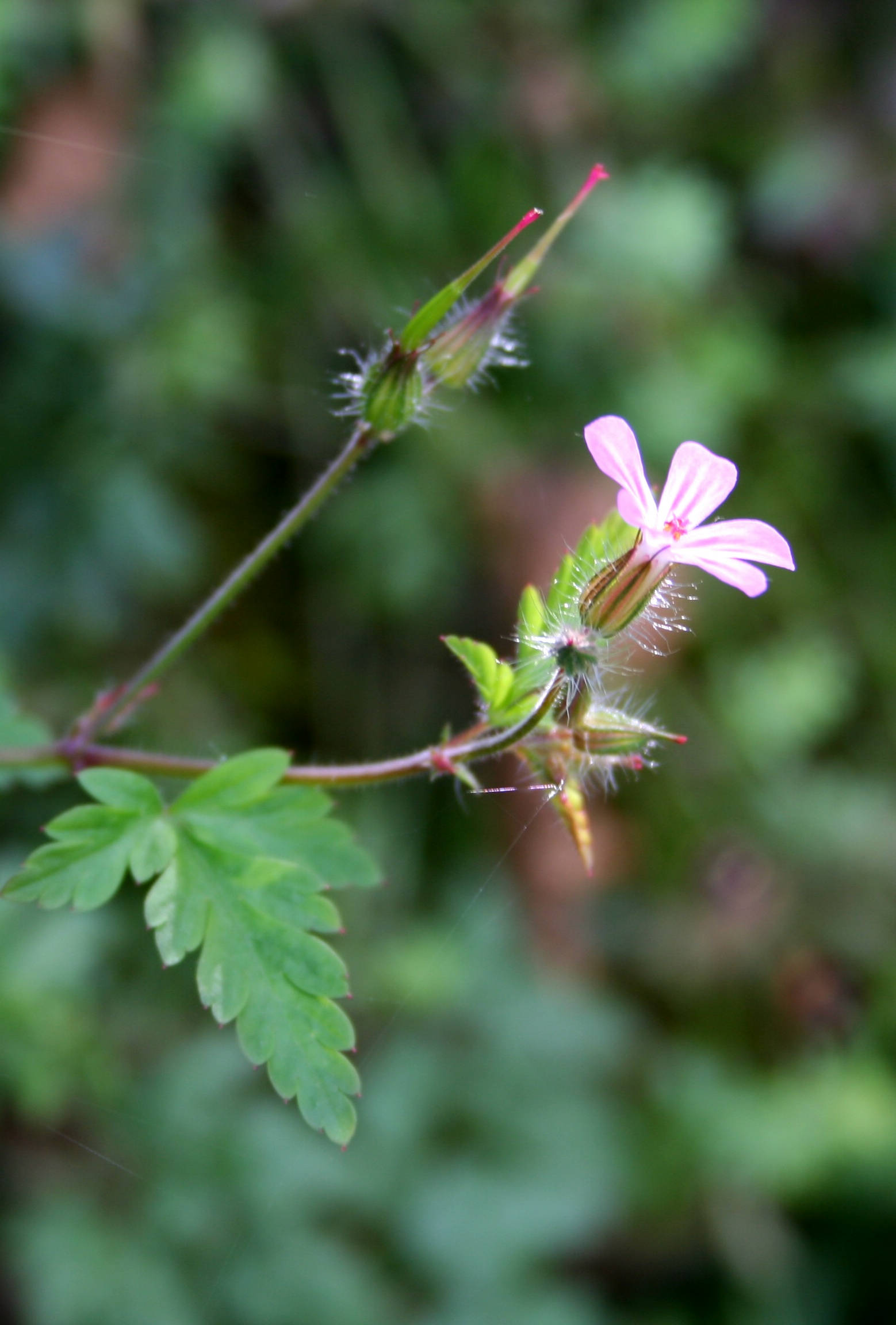
Foglia caulina Località : Farra, Mel(BL), 330 m s.l.m. - 05/10/2006

Le foglie superiori hanno un picciolo corto, mentre quelle inferiori lo hanno più lungo; lungo il fusto sono disposte in modo opposto. Quelle basali sono persistenti. Il perimetro della lamina è più o meno pentagonale. La forma è palmatosetta con 3 - 5 segmenti a sua volta ancora due volte lobati; le foglie cauline hanno solo 3 segmenti. I lobi (del secondo ordine) sono lanceolati e hanno l'apice arrotondato e con un breve mucrone rosso, mentre i segmenti del primo livello sono completamente divisi tra di loro. Entrambe le pagine sono pelose. Sono presenti delle stipole ovate e glabre. A fine stagione le foglie arrossiscono. Lunghezza del picciolo 5 – 8 cm. Diametro delle foglie: 5 – 8 cm. Dimensione dei segmenti: larghezza 5 – 7 mm; lunghezza 10 – 15 mm.

### Infiorescenza

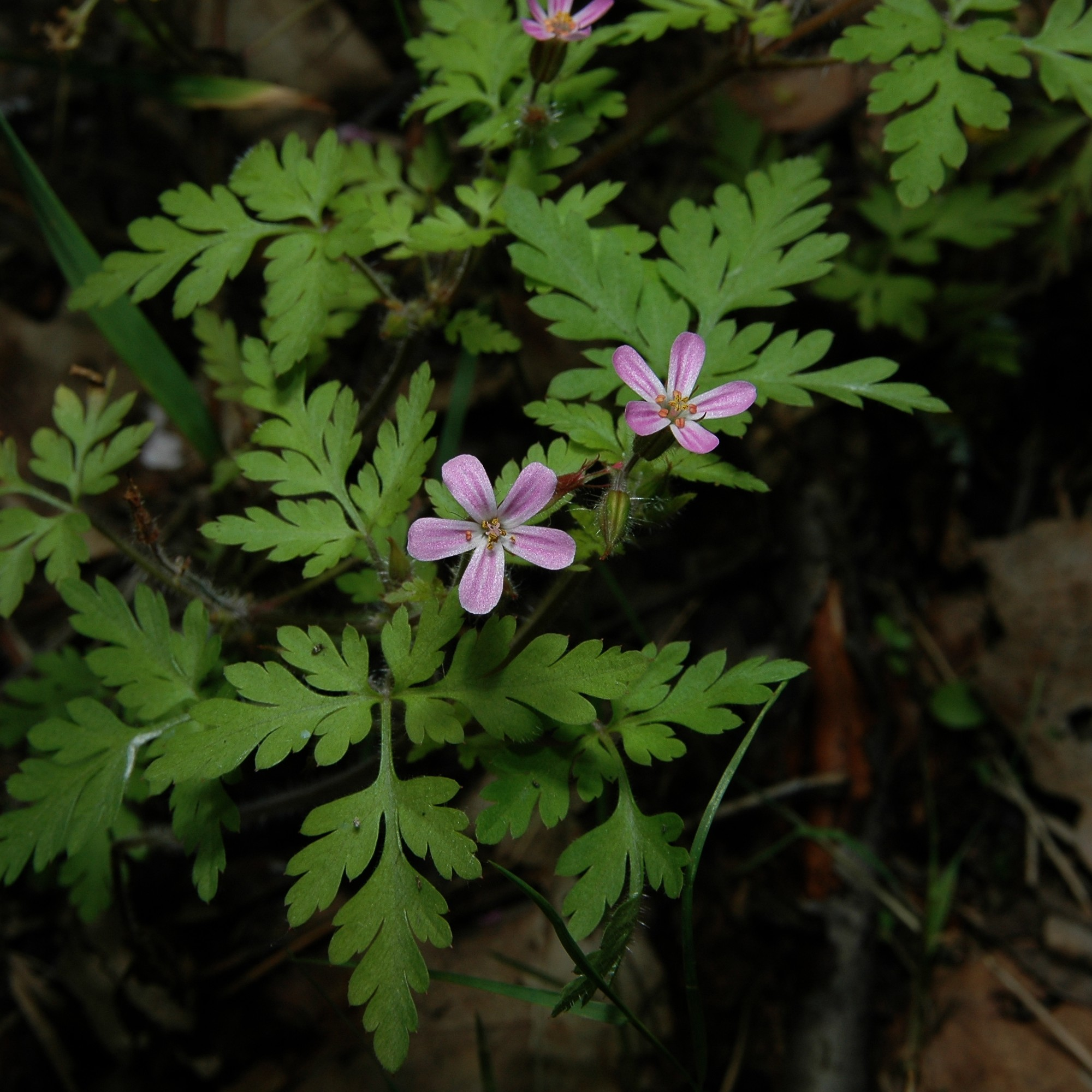
Infiorescenza

I fiori sono disposti a due a due, su un lungo peduncolo che parte dall'ascella delle foglie più alte. La forma in generale è quella di un racemo pauciflora. I fiori sono bratteolati. Le infiorescenze di questa specie sono “meteorologiche” in quanto con il caldo e secco maturano prima le antere e poi gli stimmi, mentre con un tempo piovoso e umido avviene il contrario. Lunghezza dei peduncoli: 1 – 6 cm. Lunghezza dei pedicelli (il peduncolo di un singolo fiore) : 0,5 – 2 cm.

### Fiore

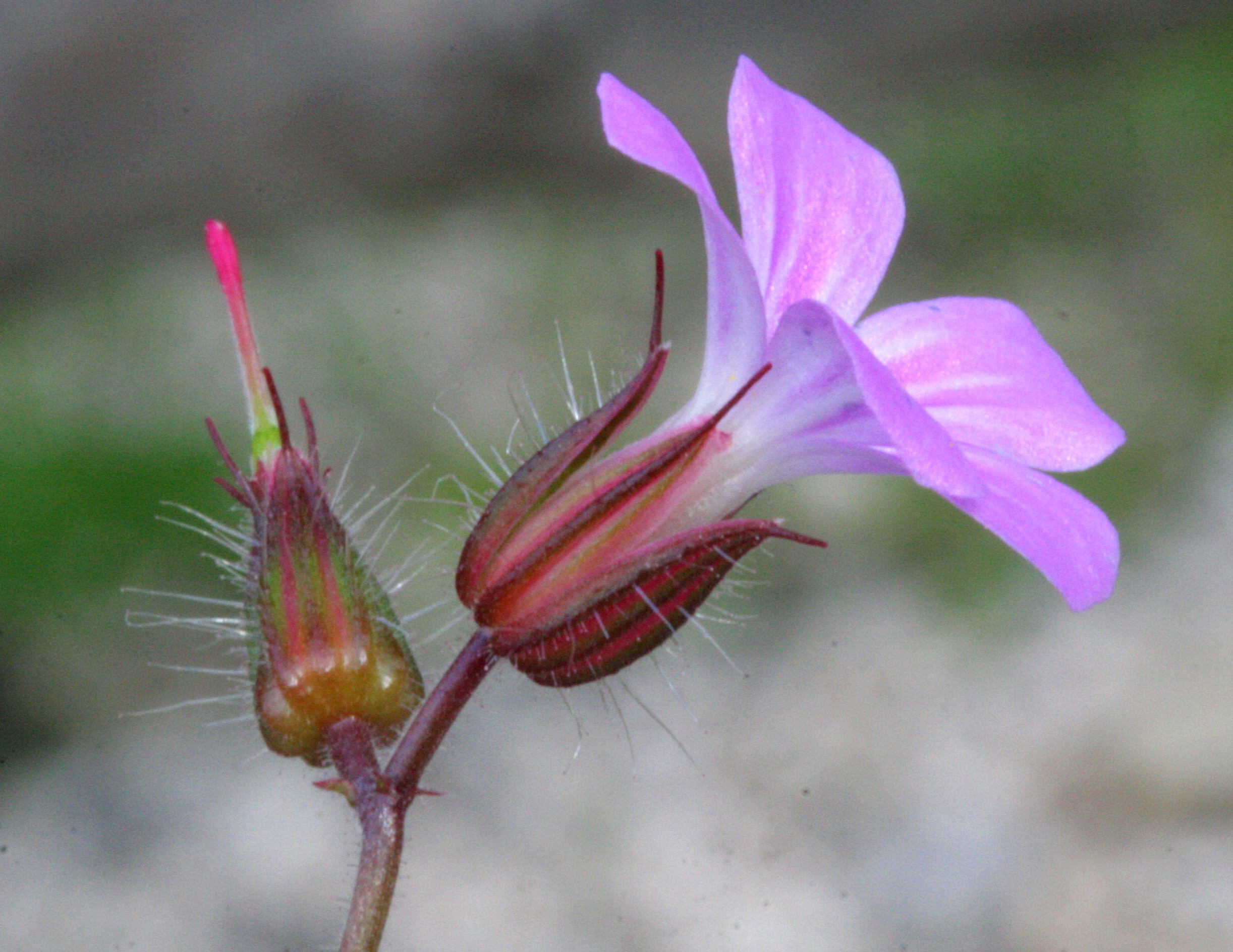
Il fiore Località : Cortina (BL), 1400 m s.l.m. - 30/07/2008
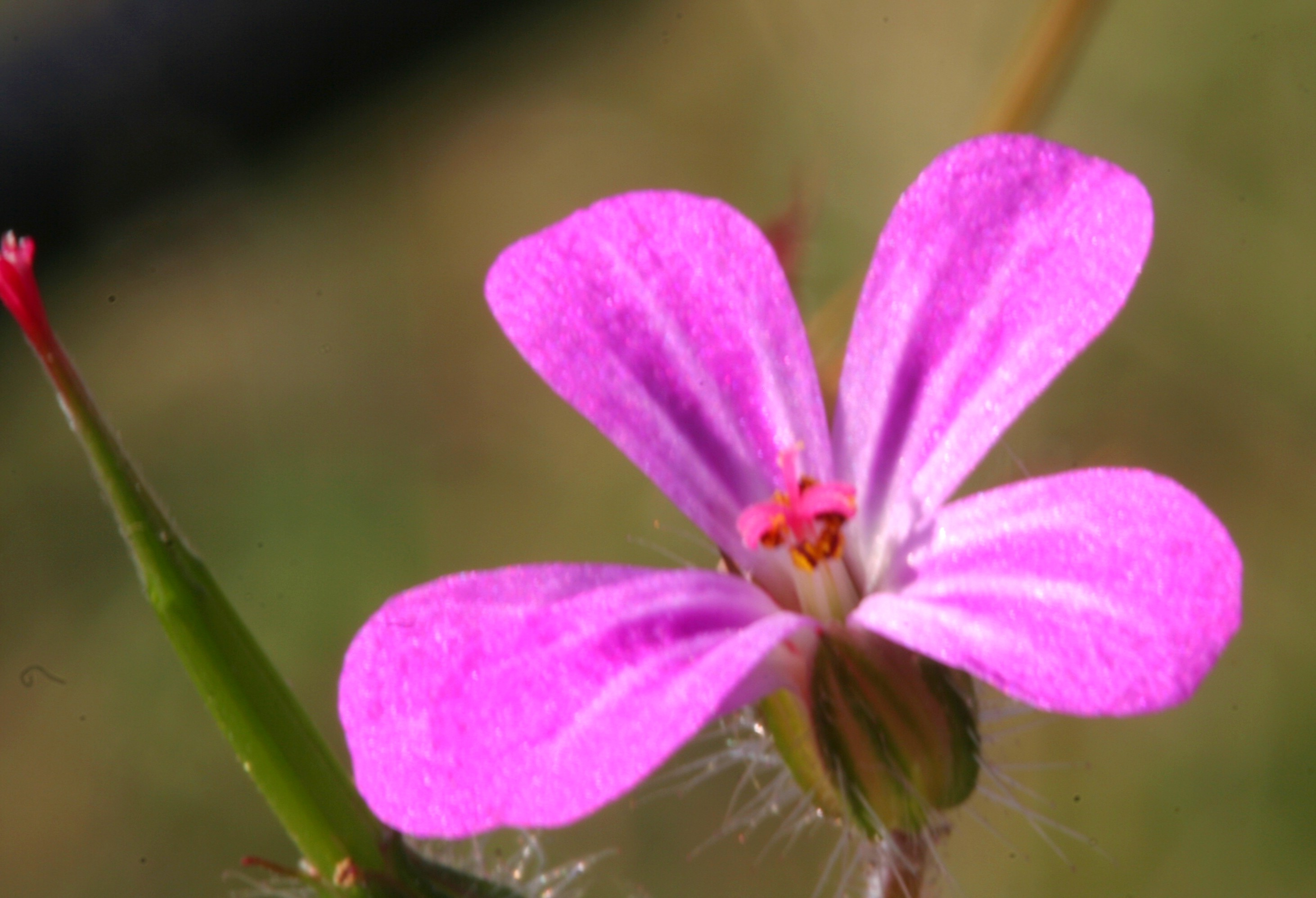
Il fiore Località : Visome (BL), 350 m s.l.m. - 24/10/2008
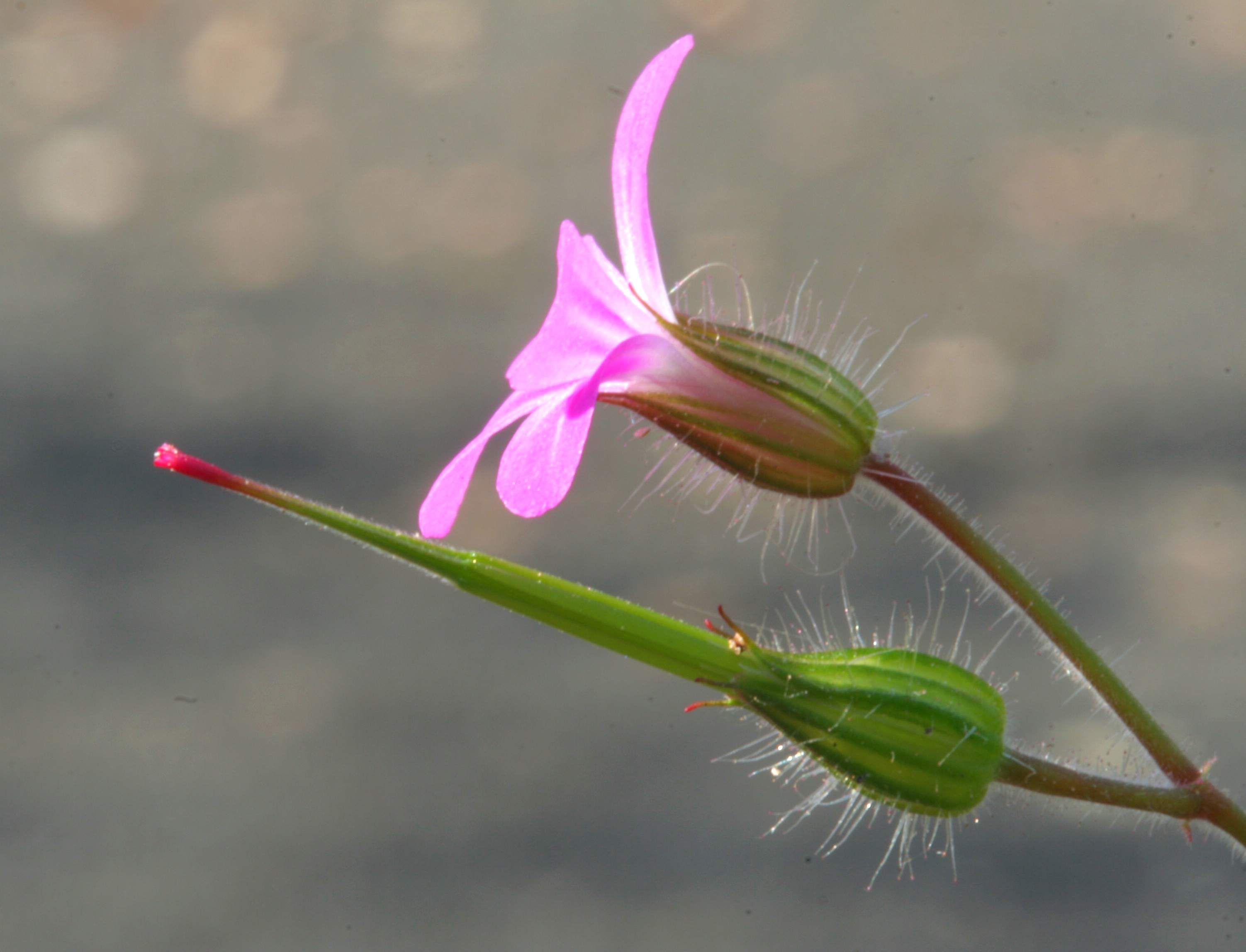
Il fiore Località : Visome (BL), 350 m s.l.m. - 24/10/2008
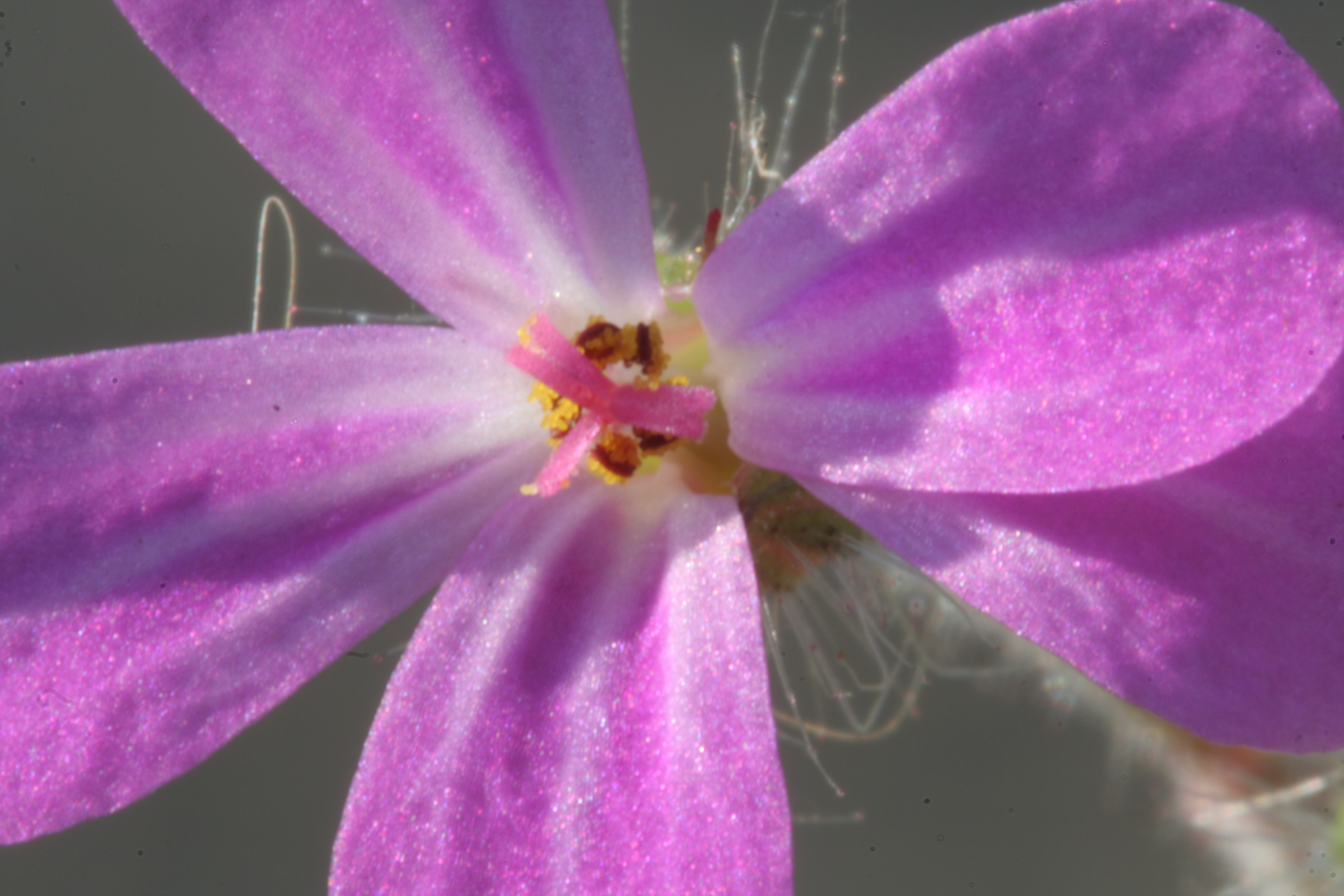
Il fiore Località : Visome (BL), 350 m s.l.m. - 24/10/2008

I fiori sono ermafroditi, attinomorfi (con lieve tendenza al zigomorfismo: i petali superiori possono essere appena un po' diversi da quelli inferiori), proterandri (infatti gli stimmi maturano dopo le antere del verticillo più esterno), pentaciclici (a cinque verticilli: calice – corolla – androceo su 2 verticilli - gineceo), pentameri (calice e corolla a cinque elementi), dialisepali e dialipetali (sia i sepali che i petali sono liberi – non saldati tra di loro). Diametro del fiore: 15 – 20 mm.
- Formula fiorale:

* K 5, C 5, A 5+5, G 5 (supero)

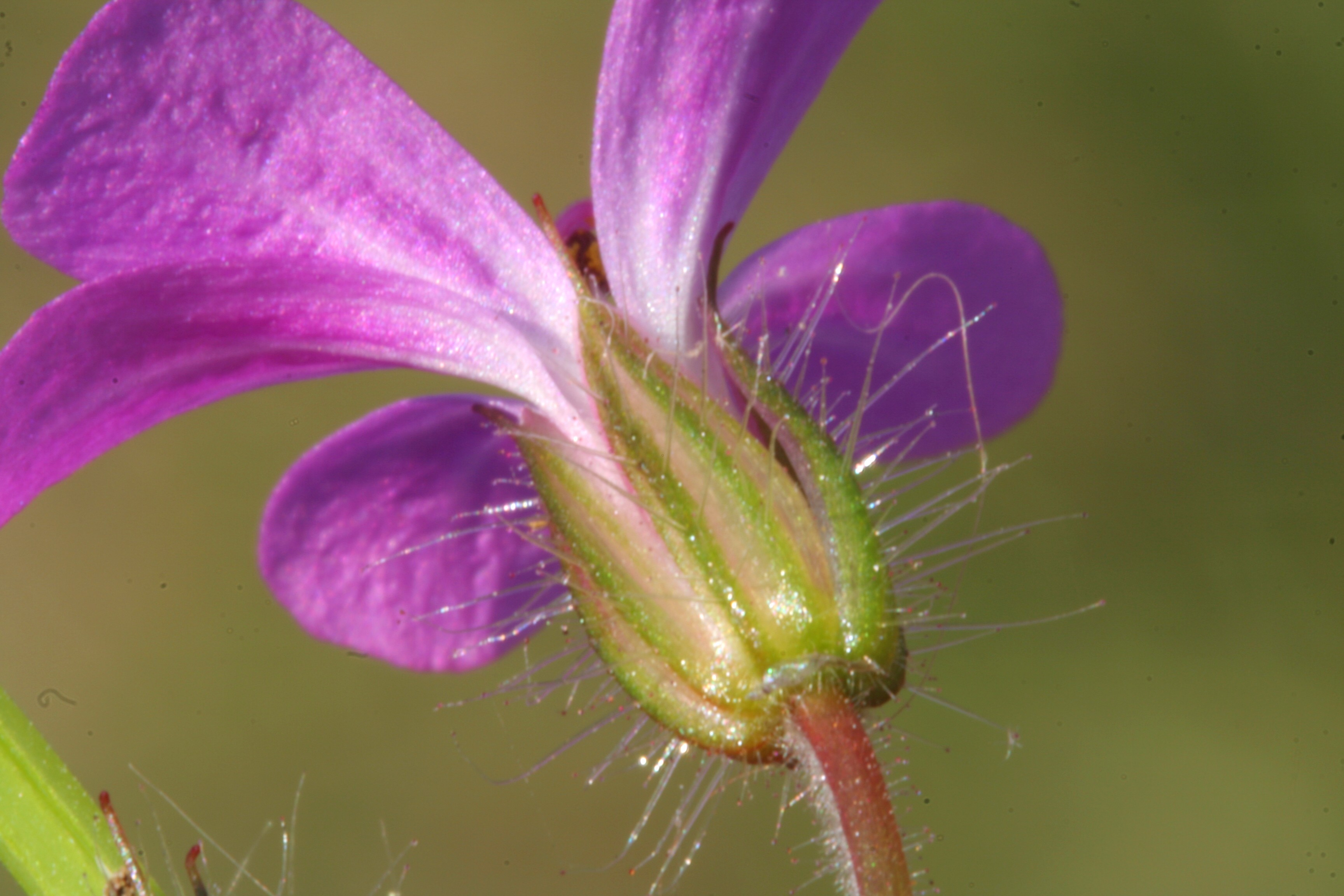
Il calice Località : Visome (BL), 350 m s.l.m. - 24/10/2008
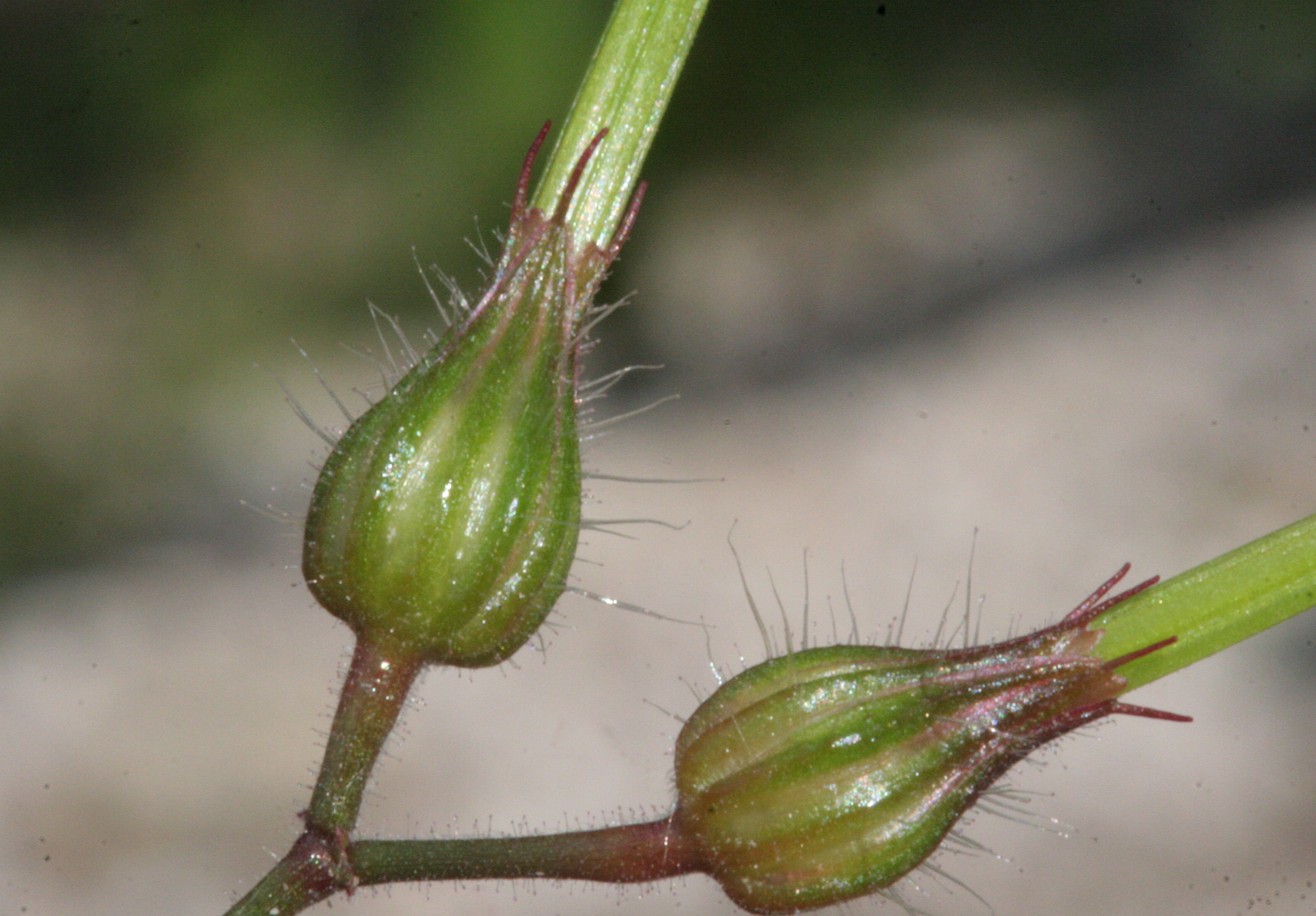
Calice persistente Località : Cortina (BL), 1400 m s.l.m. - 30/07/2008

- Calice: i sepali a lamina strettamente lanceolata sono cinque e disposti in modo semi-embricato (due sepali hanno entrambi i margini nascosti dagli altri sepali; altri due sepali sono completamente liberi; mentre il sepalo rimanente ha un margine ricoperto da un altro sepalo e un margine libero). I sepali sono estremamente ghiandolari e pelosi. L'apice è provvisto di una resta. Dimensione dei sepali: 6 – 8 mm; dimensione della resta: 1,8 – 2,5 mm.
- Corolla: i petali sono cinque colorati di rosa quasi purpureo (raramente possono essere bianchi) a forma obovata piuttosto allungata e ristretti alla base; nel centro del petalo sono presenti tre-cinque nervature bianche-sfumate. I bordi sono interi. I cinque petali sono disposti anch'essi in modo embricato ma più regolare dei sepali: ogni petalo ha un margine nascosto dal petalo precedente e l'altro margine sovrapposto al prossimo petalo. Le ghiandole nettarifere sono cinque e disposte in modo opposto ai sepali. Dimensione dei petali: 9 – 13 mm (l'unghia è di 6 mm).
- Androceo: gli stami sono dieci, saldati alla base, e tutti fertili disposti su due verticilli  con la particolarità che il verticillo esterno matura prima di quello interno. Le antere sono giallo-arancione come anche il polline, mentre i filamenti sono rosati.
- Gineceo: l'ovario è supero a cinque lobi formato da cinque carpelli contenente ciascuno due ovuli dei quali uno solo fruttifero; gli stili (prolungamento dei carpelli/ovario) sono cinque con ognuno uno  stimma lineare ma ricurvo e di colore purpureo. Le codette dei carpelli sono concresciute e riunite in modo arcuato a cerchio (e non spiralato come in altri generi della stessa famiglia) a forma di becco. Queste in fase di maturazione si addensano maggiormente rispetto al tessuto adiacente (più precisamente per avvolgimento igroscopico dello stilo) per cui si crea una certa tensione che alla fine fa prorompere all'esterno il relativo carpello trasformato in mericarpo contenente un singolo seme, favorendo così la disseminazione di tipo “epizoocora” (quando i semi rimangono attaccati al corpo degli animali)[2][3][5].
- Fioritura: da maggio a ottobre.
- Impollinazione: impollinazione per entomogamia (a volte anche per autofecondazione anche se normalmente prevale la proterandria).

### Frutti

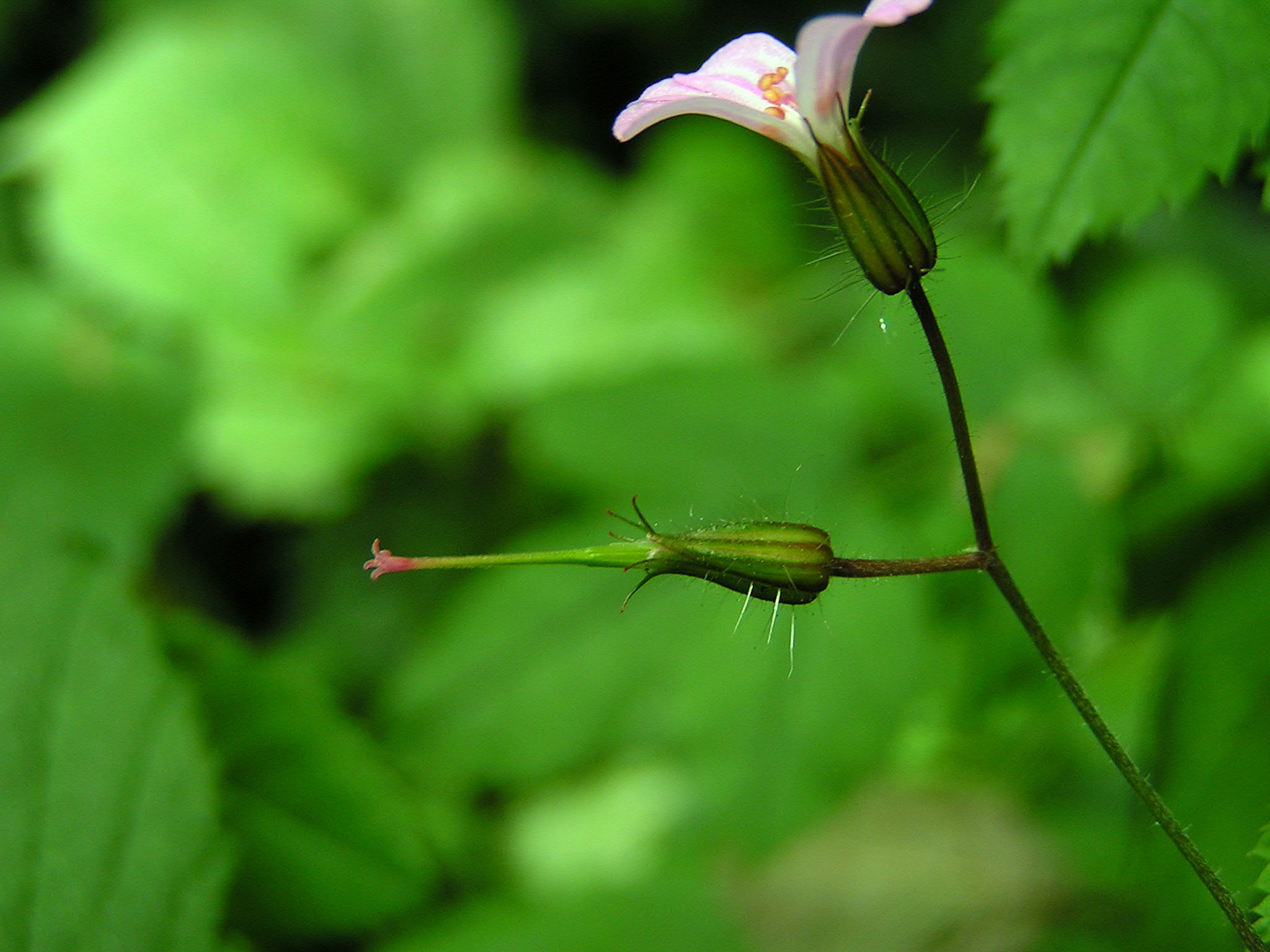
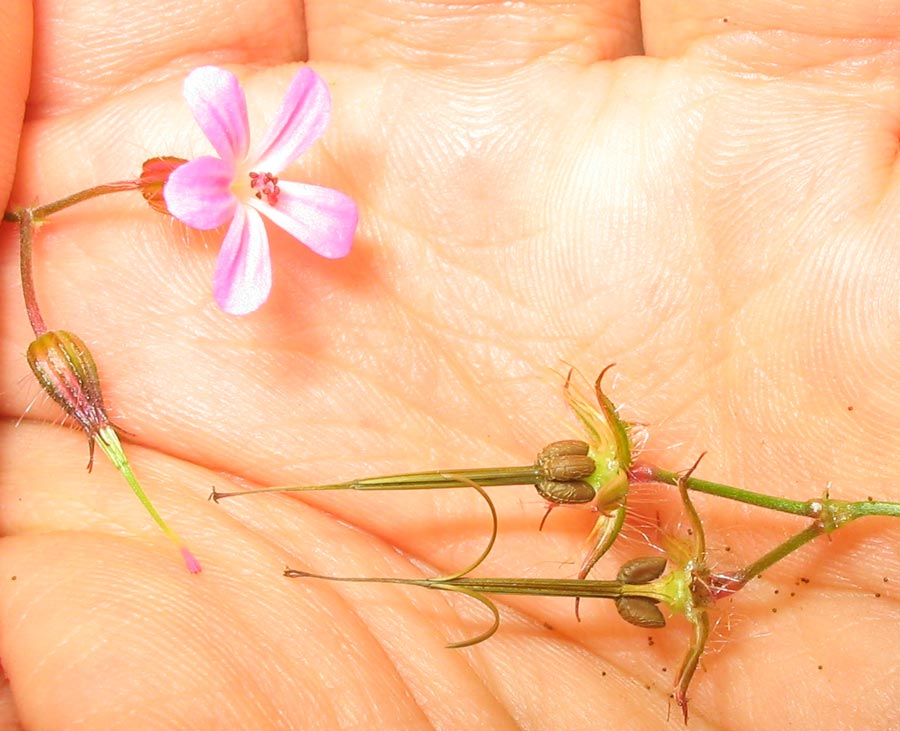
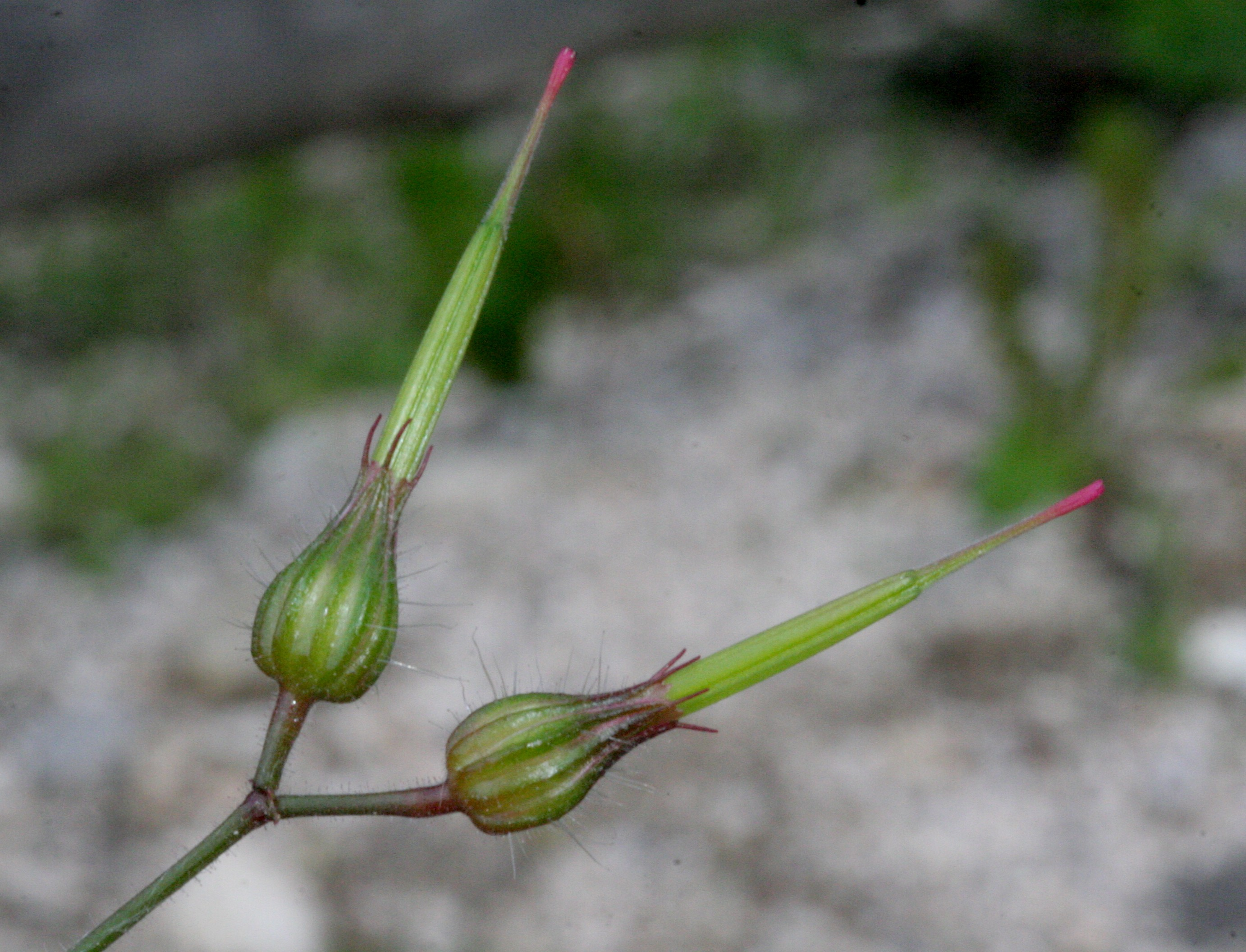
I frutti Località : Cortina (BL), 1400 m s.l.m. - 30/07/2008
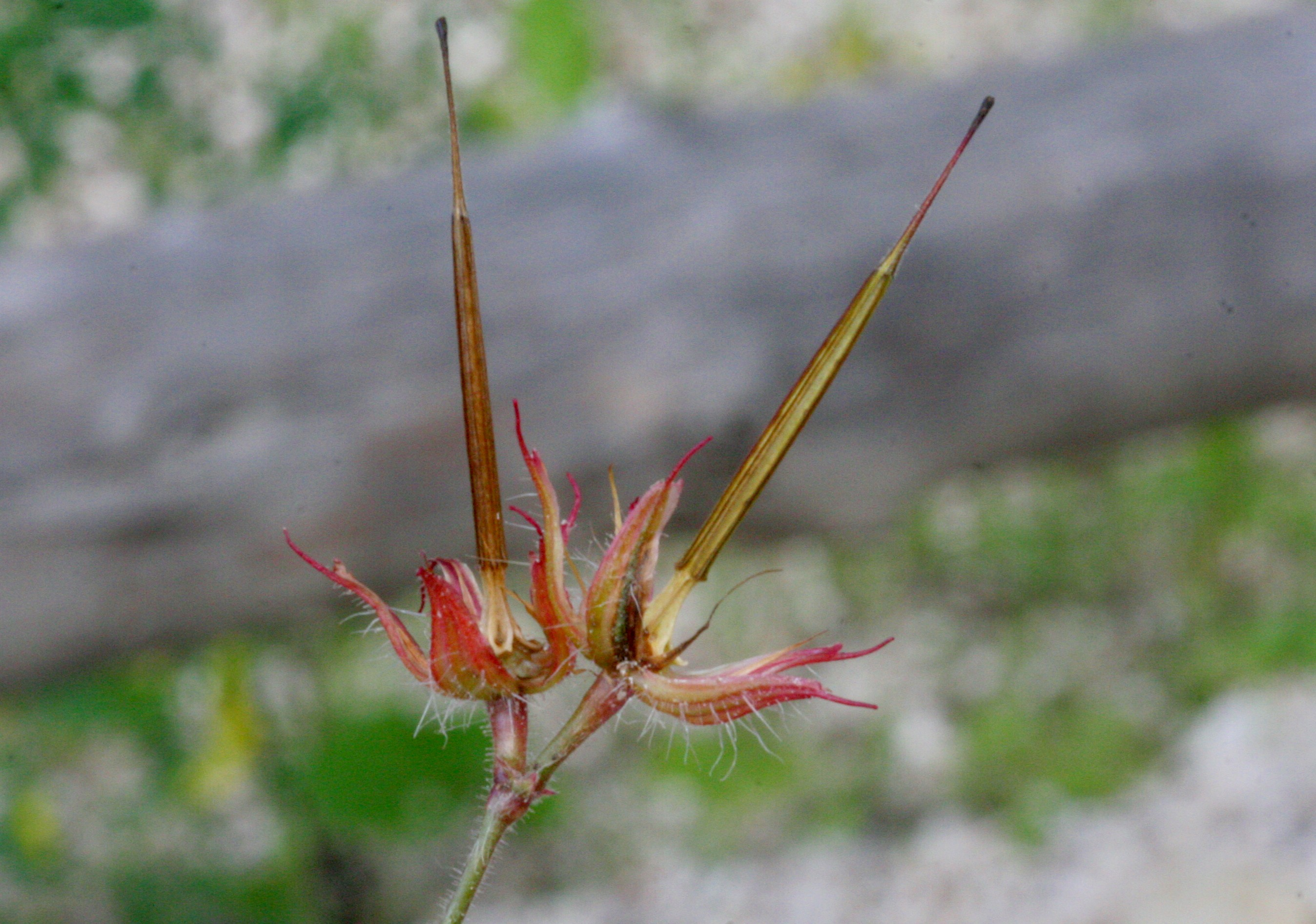
I frutti Località : Cortina (BL), 1400 m s.l.m. - 30/07/2008

Il frutto è una capsula (di tipo schizocarpo) composta da 5 acheni (o mericarpi); ha una struttura piriforme con 5 – 6 creste. Ogni achenio contiene un solo seme (achenio monosperma). La parte inferiore del frutto è avvolta nel calice accrescente, mentre la parte superiore consiste in un becco allungato. Il frutto è deiscente con elasticità per cui il seme viene proiettato lontano con il rispettivo carpello; eventuali animali poi hanno il compito inconscio di portarli lontano. Dimensione del frutto: larghezza 5 mm; lunghezza 10 mm. Il becco è lungo 2 cm.

### Distribuzione e habitat
- Geoelemento: il tipo corologico (area di origine) è Sub-cosmopolita, in particolare viene definito come Eurasiatico – Nord Americano.
- Diffusione: In Italia è comune su tutto il territorio. È comune anche in tutta l'Eurasia, nell'Africa settentrionale e in America atlantica.
- Habitat: l'habitat tipico per queste piante sono tra le rovine dei muri o nelle schiarite dei boschi; e tutte le zone a mezza ombra. Il substrato preferito è sia calcareo che siliceo con pH neutro con terreno a valori medi di nutrizione e umidità.
- Diffusione altitudinale: sui rilievi queste piante si possono trovare fino a 1600 m s.l.m.; frequentano quindi i seguenti piani vegetazionali: collinare e montano.

### Fitosociologia
Dal punto di vista fitosociologico la specie di questa scheda  appartiene alla seguente comunità vegetale :
Formazione : delle comunità perenni nitrofile
Classe : Artemisietea vulgaris
Ordine : Galio-Alliarietalia
Alleanza : Geo-Alliarion

## Descrizione della sottospeciepurpureum
- Geranium robertianum L. subsp. purpureum (Vill.) Nyman (1878) – Geranio purpureo. Per molti Autori (ad esempio Sandro Pignatti) questa sottospecie è elevata a rango di specie con il nome di Geranium purpureum Vill.
- Basionimo: Geranium purpureum Vill. (1786)
- Morfologia: in generale è più piccolo della sottospecie robertianum (altezza media 10 – 30 cm), meno peloso (sub-glabro), ma ancora più arrossato nel fusto e sulle foglie.
- Fiore: i petali sono purpurei e appena più grandi dei sepali provvisti di resta. Diametro del fiore: 8 – 12 mm. Dimensione dei petali: 5 – 9 mm. Dimensione della resta dei sepali: 1 – 1,5 mm. Il polline delle antere è giallo.
- Fioritura: da maggio a ottobre.
- Geoelemento: il tipo corologico (area di origine) è Euri-Mediterraneo.
- Diffusione: in Italia a quote basse questa sottospecie è altrettanto comune della sottospecie robetianum, mentre sulle Alpi presenta delle lacune (sono esclude le seguenti province: CN TO NO SO BZ). In Europa non è presente nella zona delle Alpi Dinariche.
- Habitat: l'habitat tipico di questa sottospecie sono le rupi calcaree e soleggiate (quindi stazioni aride). Il substrato preferito è sia calcareo che siliceo con pH neutro con terreno a valori medi di nutrizione e di tipo secco.
- Diffusione altitudinale: sui rilievi queste piante si possono trovare fino a 1200 m s.l.m.; frequentano quindi i seguenti piani vegetazionali: collinare e in parte montano.
- Fitosociologia:

Formazione : comunità terofiche pioniere nitrofile
Classe : Stellarietea mediae
Ordine : Sisymbrietalia
Alleanza : Sisymbrion

## Usi

### Farmacia
- Sostanze presenti: tannini, sostanze amare e oli essenziali.
- Proprietà curative: c'è chi spera che quest'erba sia un aiuto nella lotta al diabete e al cancro. Essendo una pianta ricca di tannini è spesso usata in fitoterapia. Inoltre le sono riconosciute le seguenti proprietà:  diuretica (facilita il rilascio dell'urina), antireumatica, vulneraria (guarisce le ferite), emostatica (blocca la fuoriuscita del sangue in caso di emorragia), astringente (limita la secrezione dei liquidi) e antispasmodica (attenua gli spasmi muscolari, e rilassa anche il sistema nervoso)[7].

### Giardinaggio
È una pianta che occasionalmente può essere impiegata nel giardinaggio, ma facilmente si può propagare e ricoprire vaste aree diventando così invasiva.

### Industria
Da questa pianta si ricavano coloranti e repellenti (le foglie appena raccolte e strofinate producono un odore sgradevole per le zanzare).

## Galleria d'immagini

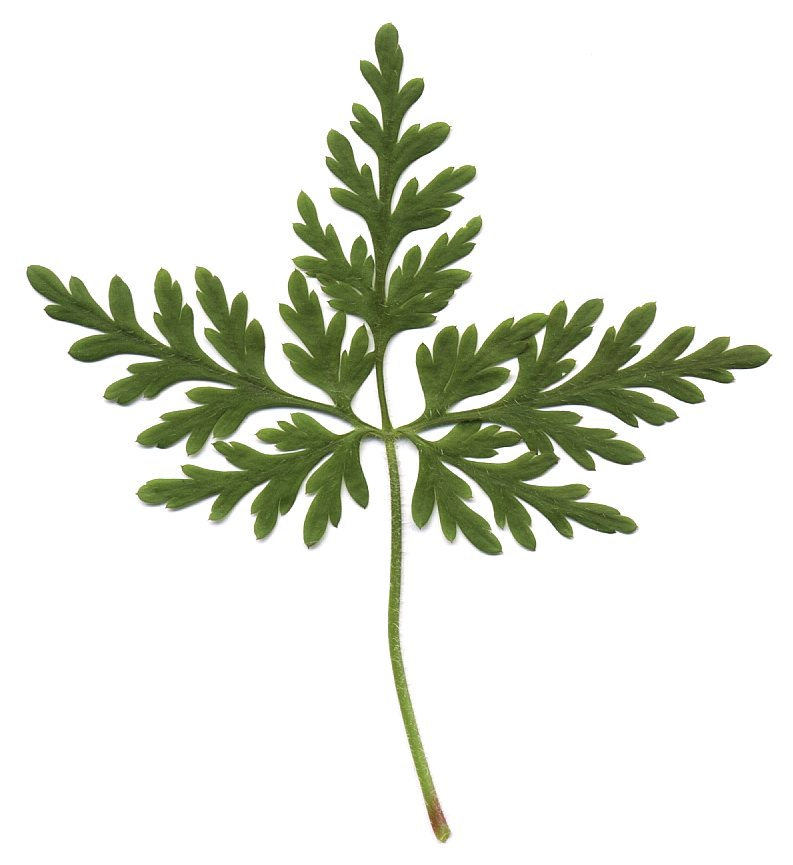
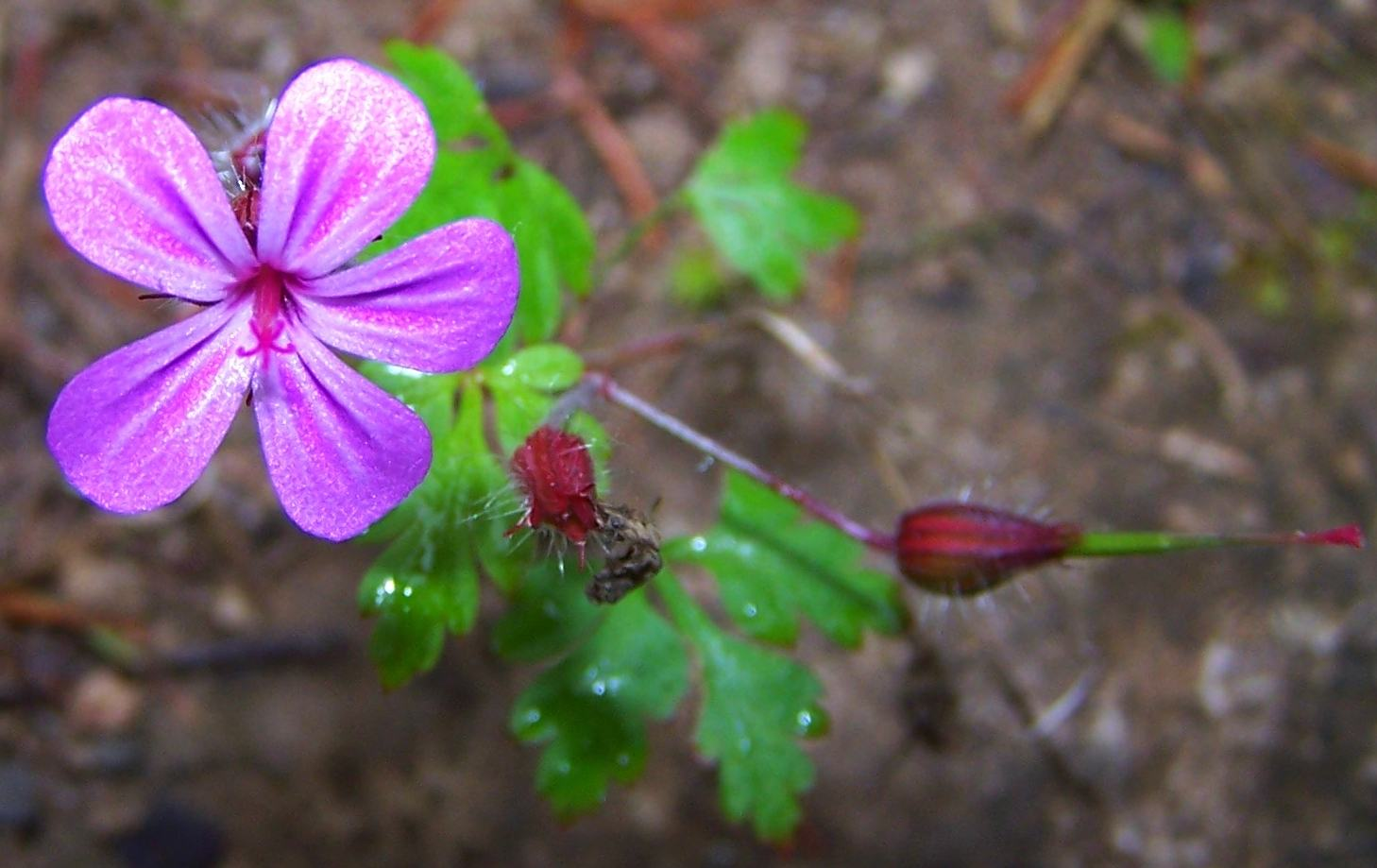
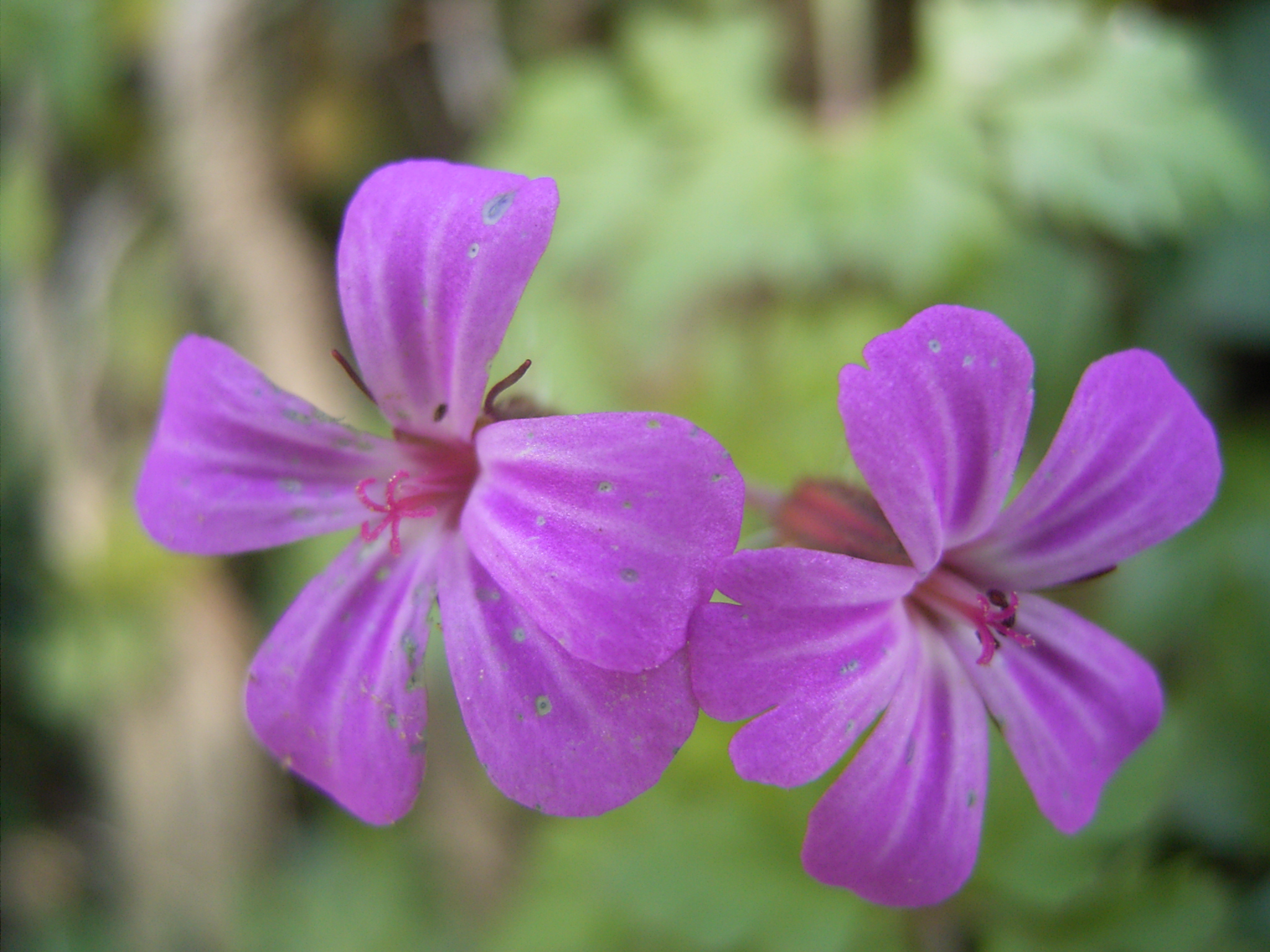
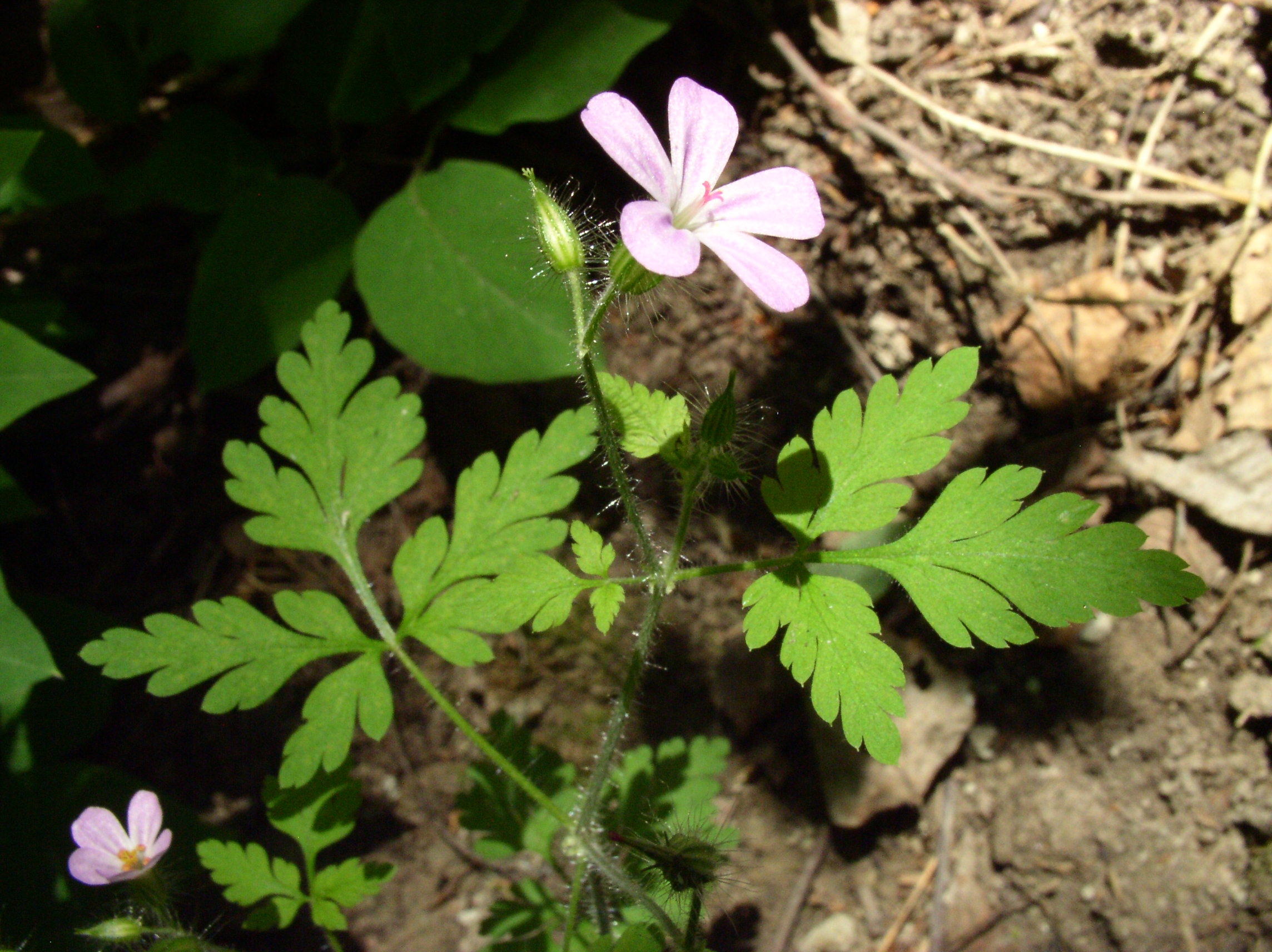